# Peszocsani
Peszocsani (macedónul: Песочани) település Észak-Macedóniában, a Délnyugati körzet Debarcai járásában.

## Népesség
| Lakosok száma | 294  | 358  | 355  | 268  | 159  | 126  | 106  | 95   | 74   |
|               | 1948 | 1953 | 1961 | 1971 | 1981 | 1991 | 1994 | 2002 | 2021 |

2002-ben 95 lakosa volt, akik mindannyian macedónok.